# Ein starkes Team
Ein starkes Team ("Una squadra forte") è una serie televisiva tedesca di genere poliziesco, ideata da Krystian Martinek e prodotta dal 1994 da UFA Fernsehproduktion. Protagonisti della serie sono Florian Martens e Maja Maranow (dal 2016 sostituita nel ruolo di protagonista femminile da Stefanie Stappenbeck); altri interpreti principali sono Jaecki Schwarz, Kai Lentrodt, Tayfun Bademsoy, Arnfried Lerche, ecc.
La serie, trasmessa da ZDF, si compone 72 episodi, della durata di 90 minuti ciascuno. Il primo episodio, intitolato Gemischtes Doppel, fu trasmesso in prima visione il 28 marzo 1994.

## Trama
Protagonisti della serie sono due commissari di polizia di Berlino, Otto Garber e Verena Berthold. Quest'ultima, dopo gli studi di giurisprudenza, ha deciso di entrare in polizia in seguito alla morte per droga di un parente.
I due sono affiancati nelle indagini da Sputnik.
Dopo il trasferimento di Verena Berthold in Australia, il nuovo collega di Garber diventa Linette Wachow.

## Produzione
- Nel 2016, Stefanie Stappenbeck sostituì Maja Maranow nel ruolo di protagonista femminile a causa della morte di quest'ultima[6]